# Ælfgifu di York
Ælfgifu di York (... – 1002) fu la prima moglie di Etelredo II d'Inghilterra e madre di Edmondo II d'Inghilterra.

## Il padre misterioso
Il nome di Ælfgifu, insieme a quelli dei suoi probabili padri, non compare nei documenti fin dopo la Conquista normanna dell'Inghilterra avvenuta nel 1066. Il primo a parlare di lei è un monaco benedettino a nome Sulcard che, semplicemente, parla della prima moglie di Etelredo II d'Inghilterra come di una donna di nobile stirpe, ma senza farne il nome e nel XII secolo Guglielmo di Malmesbury non ha niente da aggiungere. Le prime prove della sua esistenza si devono a due cronacotecari anglo-normanni, Giovanni di Worcester in una cronaca che si ritiene si basi su materiale già esistente fin dal 1100 parla della prima moglie di Etelredo, una donna di nome Ælfgifu figlia del nobile Æthelberht e madre di numerosi figli fra cui Edmondo II d'Inghilterra. Aelredo di Rievaulx invece scrisse, nel decennio del 1050, che la moglie di Etelredo era la figlia di un conte chiamato Thored e che aveva partorito diversi figli fra cui, appunto, Edmondo, ma non fornisce alcun nome. Aelredo aveva agito da Siniscalco alla corte di Davide I di Scozia figlio di Margaret di Scozia che di Edmondo era la nipote. La sua vicinanza a un membro della famiglia reale britannica rende particolarmente credibile la sua testimonianza.
Queste due testimonianze sono a tal punto inconciliabili fra loro che viene da attribuire due padri diversi alla moglie di Etelredo (in entrambi i casi attestata come la madre di Edmondo). Una possibile via d'uscita è desumere che il re abbia avuto due mogli prima di risposarsi con Emma di Normandia attorno al 1002, tuttavia è una soluzione di difficile accettazione perché tutte le fonti parlano di una sola moglie prima di Emma.
Gli storici tendenzialmente credono che Giovanni di Worchester sia in errore tanto che si è arrivati persino a dubitare dell'esistenza storica di Æthelberht, se la parola latina Comes dev'essere interpretata come una chiosa alla parola Ealdorman allora solo uno o due dubbi riferimenti ad Ealdorman di questo nome possono essere trovati e ritenuti calzanti. Alla fine, considerando tutti gli elementi, Thored, un importante ealdorman di York, pare essere il padre più probabile per Ælfgifu.

## Il matrimonio e i figli
Basandosi sugli eventi che costellarono la vita dei suoi numerosi figli si ritiene che Ælfgifu ed Etelredo siano convolati a nozze alla metà del decennio del 980. Se Thored era davvero suo padre si trattava di un uomo importante che deteneva un grande potere nella zona di York apparentemente, per altro, senza essere stato investito dal re, per la famiglia di Etelredo quella sarebbe stata un'unione conveniente che gli andava a garantire un punto d'appoggio nel nord.
Un'unione politica di tale peso spiegherebbe perché i suoi figli maggiori Edmondo e Æthelstan cercarono di mantenere i contatti con le famiglie che vivevano a nord del Danelaw.
Dal matrimonio di Ælfgifu ed Etelredo nacquero sei figli maschi, cui vennero dati i nomi degli antenati del padre e un numero di femmine che è difficile da precisare. I primi quattro figli Æthelstan, Ecgberht, Eadred ed Edmondo fanno la loro prima apparizione nei documenti attorno al 993 mentre gli ultimi due Eadwig ed Edgar vengono nominati per la prima volta rispettivamente nel 997 e nel 1001. Alcuni di questi pare abbiano passato parte della propria infanzia lontano dalla corte paterna, probabilmente presso la madre di Etelredo Elfrida d'Inghilterra che morì attorno al 1000.
Di tutti i maschi che Ælfgifu e suo marito ebbero solo Edmondo sopravvisse al padre tanto da poter salire al trono come Edmondo II d'Inghilterra nell'aprile del 1016, nell'ottobre di quello stesso anno venne pesantemente sconfitto da Canuto I d'Inghilterra con cui concluse un accordo in base al quale il suo regno sarebbe stato diviso. Dopo poche settimane Edmondo morì e l'intera Inghilterra passò nelle mani di Canuto. Etelredo diede tre delle sue figlie in moglie ai più potenti nobili del paese probabilmente nell'intento di assicurarsi la loro lealtà contro gli attacchi dei vichinghi.
I figli che ebbero sono:
- Æthelstan Ætheling (prima metà del decennio 980-1014)
- Ecgberht Ætheling (morto 1005)
- Edmondo II d'Inghilterra
- Eadred Ætheling (prima del 993-1013)
- Eadwig Ætheling (prima del 997-1017), venne probabilmente ucciso per ordine di Canuto a causa dei suoi tentativi di sollevare il popolo contro di lui
- Edgar Ætheling (prima del 1001- fra il 1012 e il 1015)
- Eadgyth (prima del 993), sposò Eadric Streona, Ealdorman del Regno di Mercia
- Ælfgifu, sposò Uchtred l'Ardito, Ealdorman di Northumbria
- Wulfhild (nome probabile) sposò Ulfcytel Snillingr che era apparentemente Ealdorman dell'Anglia orientale
- forse una figlia dal nome ignoto che divenne badessa

## La vita e la morte
A differenza della suocera Elfrida Ælfgifu non venne mai consacrata regina e non firmò mai nessun documento anche se di lei rimane traccia in qualche documento coevo. In un testamento stilato fra il 975-980 e il 987 il Thegn Beorhtric e sua moglie lasciarono in eredità alla loro signora un bracciale di discreto valore e uno stallone e anche in un altro testamento più tardo (fra il 990 e il 1001) le viene lasciata una somma in denaro.
Della vita di Ælfgifu in sé si sa molto poco e non è possibile nemmeno datare con sicurezza la morte, in ogni caso ella doveva essere morta nel 1002, forse di parto, poiché in quel periodo Etelredo si risposò con Emma di Normandia.